# 백비트
《백비트》(영어: Backbeat)는 영국에서 제작된 이언 소프틀리 감독의 1993년 독립 드라마 영화이다. 서독 함부르크 시절의 비틀스를 소재로 하였다. 셰릴 리, 스티븐 도프 등이 출연하였고, 피놀라 드와이어 등이 제작에 참여하였다.

## 줄거리
비틀스가 오늘날처럼 유명해지기 전, 비틀스 베이스 기타 연주자 스튜어트 섯클리프는 독일인 사진가 아스트리트 키르처를 만나 연인이 된다.

## 출연
- 셰릴 리 - 아스트리트 키르처 역
- 스티븐 도프 - 스튜어트 섯클리프 역
- 이언 하트 - 존 레넌 역
- 게리 베이크웰 - 폴 매카트니 역
- 크리스 오닐 - 조지 해리슨 역
- 스콧 윌리엄스 - 피트 베스트 역
- 카이 비징거 - 클라우스 부어만 역
- 제니퍼 일리 - 신시아 레넌 역
- 폴 더크워스 - 링고 스타 역
- 제임스 도허티 - 토니 셰리던 역

## 기타 제작진
- 라인 제작: 폴 카원
- 공동 제작: 세라 커티스
- 배역: 다이앤 크리턴든, 존 허버드, 로스 허버드
- 미술: 조지프 베넷
- 의상: 시나 네이피어